# Condiment

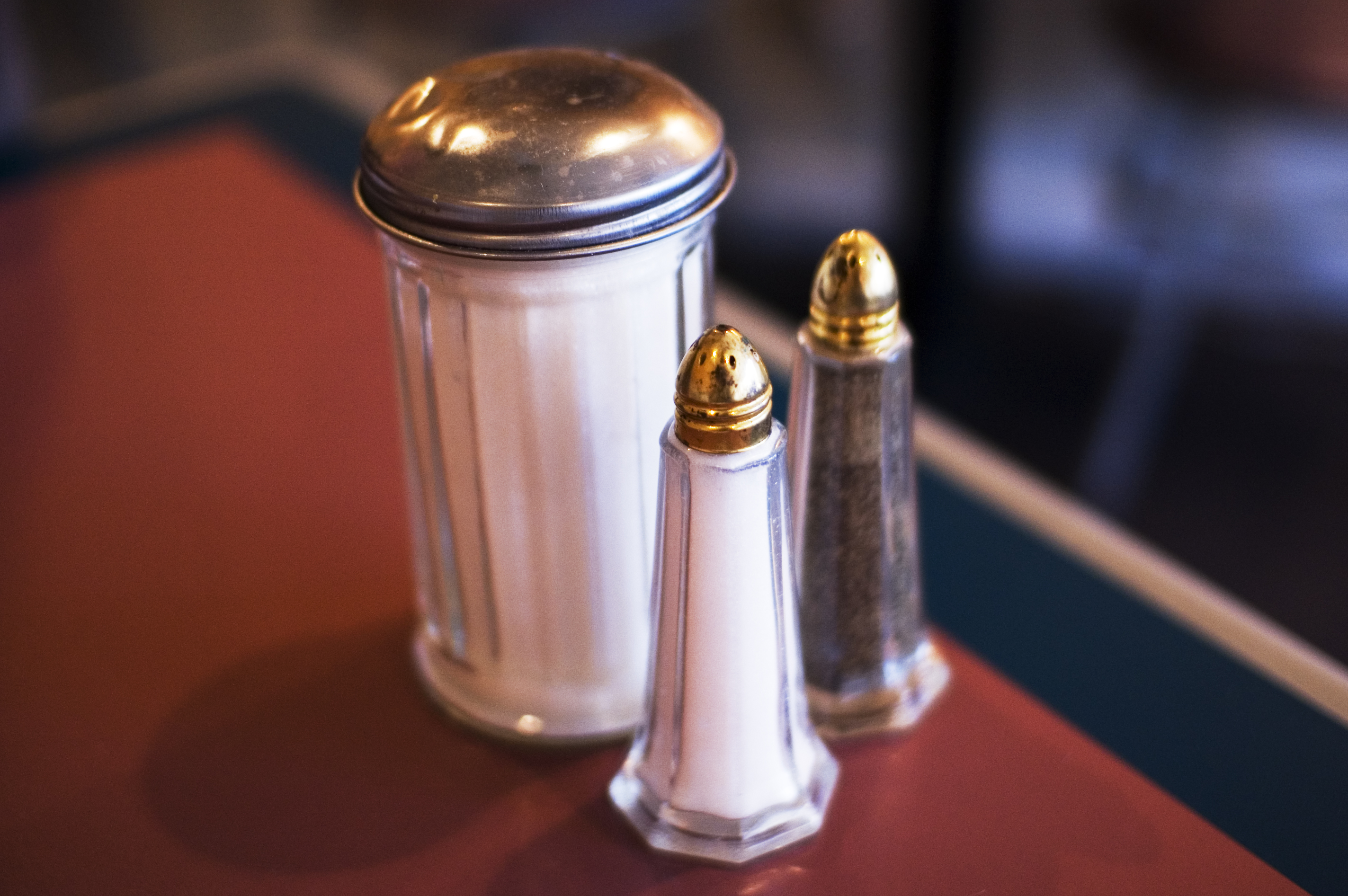
Sucrera, saler i pebrer, contenint aquests tres condiments habituals.

Un condiment o aparell és una substància comestible destinada a reforçar o millorar el sabor dels aliments o les preparacions culinàries. Molts condiments són d'origen vegetal, com ara les espècies i les herbes aromàtiques però poden ser també d'origen animal, com el brou de carn, o mineral com la sal de cuina. Alguns condiments són secs, com les barreges d'herbes o espècies, tanmateix molts es presenten com a salses que s'han posat en una ampolla, pot, o un altre contenidor.
Es poden afegir abans, durant o després de la cocció. De vegades s'afegeixen condiments abans de servir, per exemple, en un sandvitx fet amb quètxup, mostassa o maionesa. Alguns condiments s'utilitzen durant la cocció per afegir sabor o textura: la salsa barbacoa, la mantega composta, la salsa teriyaki, salsa de soia, la marmita i la crema agra són exemples. Molts condiments, com la mostassa o el ketchup, estan disponibles en paquets d'una sola porció, normalment quan se subministren amb menjars per emportar o menjar ràpid.
Segons una directiva de la Unió Europea, es consideren condiments: la sal destinada al consum humà, la mostassa, les espècies i els seus extractes aromàtics, les herbes aromàtiques i els seus extractes aromàtics.

## Definició

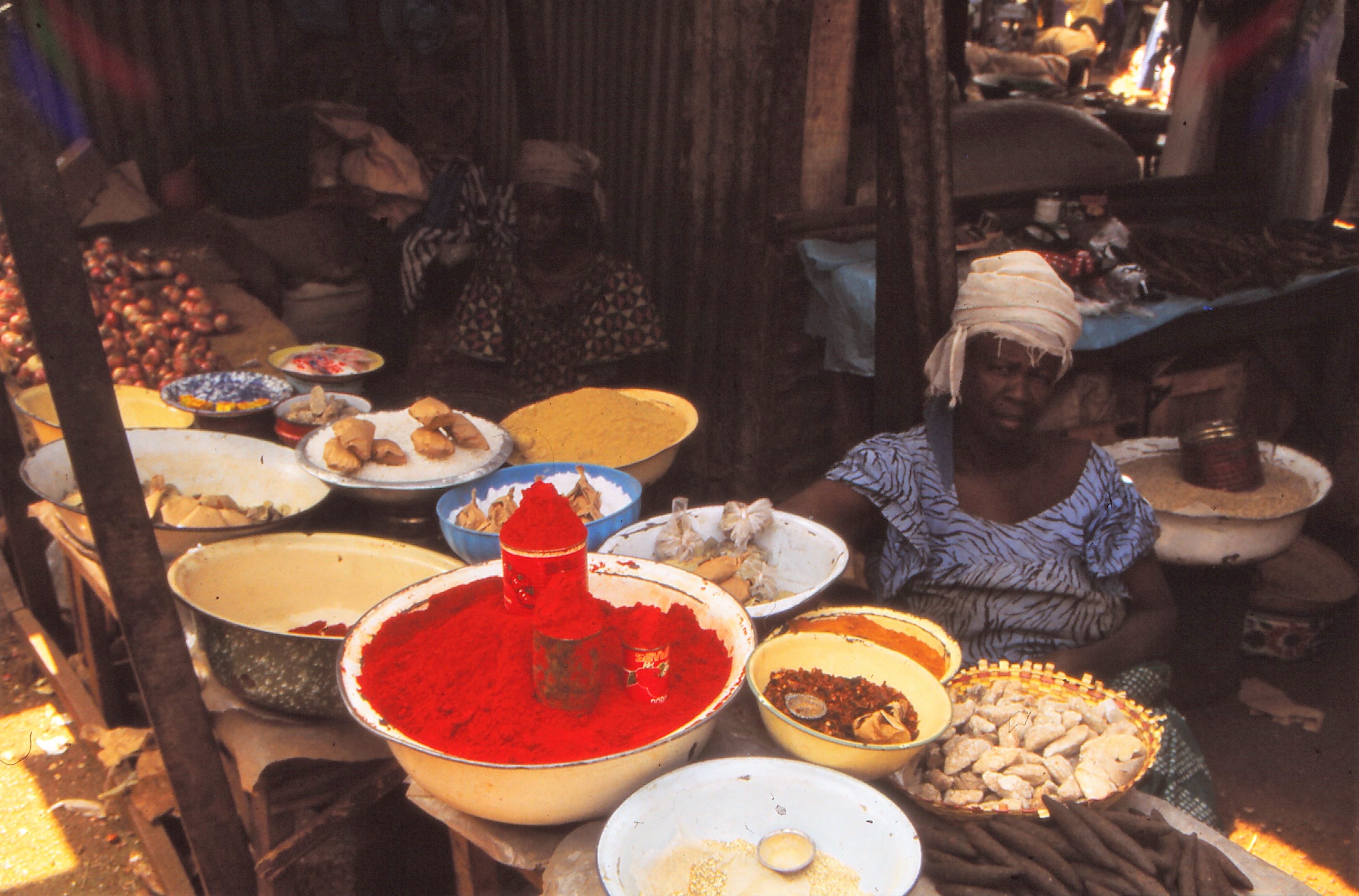
Diversos condiments al mercat de Sangha, Mali el 1992

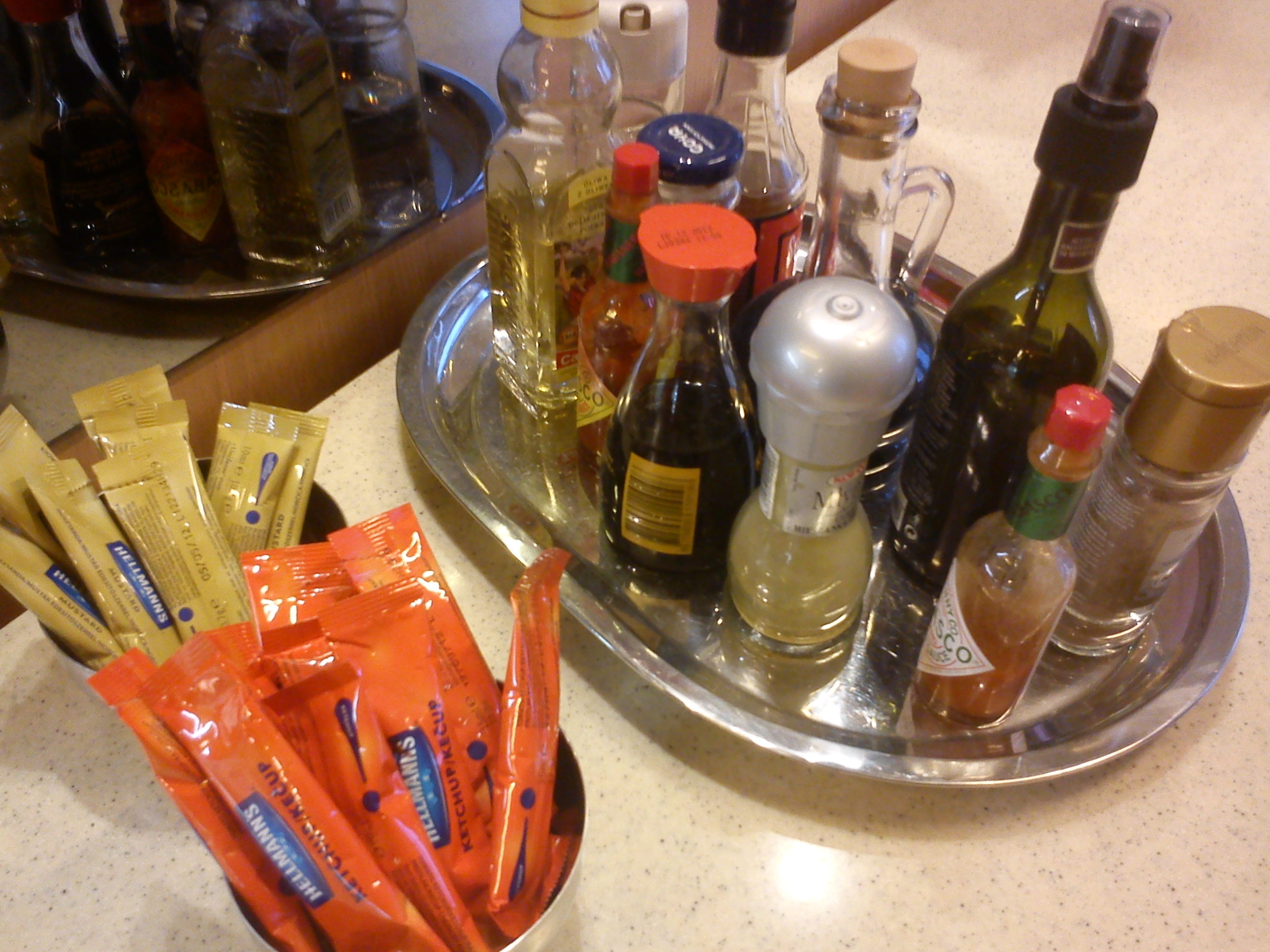
Safata de condiments i espècies

La definició exacta d'un condiment varia. Algunes definicions engloben espècies i herbes, incloent-hi la sal i el pebre. Altres restringeixen la definició per incloure només "compostos d'aliments preparats, que contenen una o més espècies", que s'afegeixen als aliments després del procés de cocció, com ara mostassa, salsa de tomàquet o salsa de menta.

## Etimologia
El terme condiment prové del llatí condimentum, que significa "espècia, condiment, salsa" i del llatí condire, que significa "conserva, escabetx, condiment". El terme originalment descrivia aliments en vinagre o conservats, però el seu significat ha canviat amb el temps.

## Història
Els condiments eren coneguts a l'Antiga Roma, l'Índia, Grècia i la Xina. Hi ha qui defensa que abans que les tècniques de conservació dels aliments estiguessin generalitzades, s'utilitzaven espècies i condiments picants per fer el menjar més agradable, però aquesta afirmació no està recolzada per cap evidència o registre històric. Els romans elaboraven els condiments garum i liquamen triturant les entranyes de diversos peixos i després fermentant-los en sal, donant lloc a un líquid que conté àcid glutàmic, adequat per potenciar el sabor dels aliments. La popularitat d'aquestes salses va provocar una pròspera indústria dels condiments. Apicius, un llibre de cuina basat en la cuina dels segles IV i V, conté una secció centrada únicament en els condiments.

## Galeria

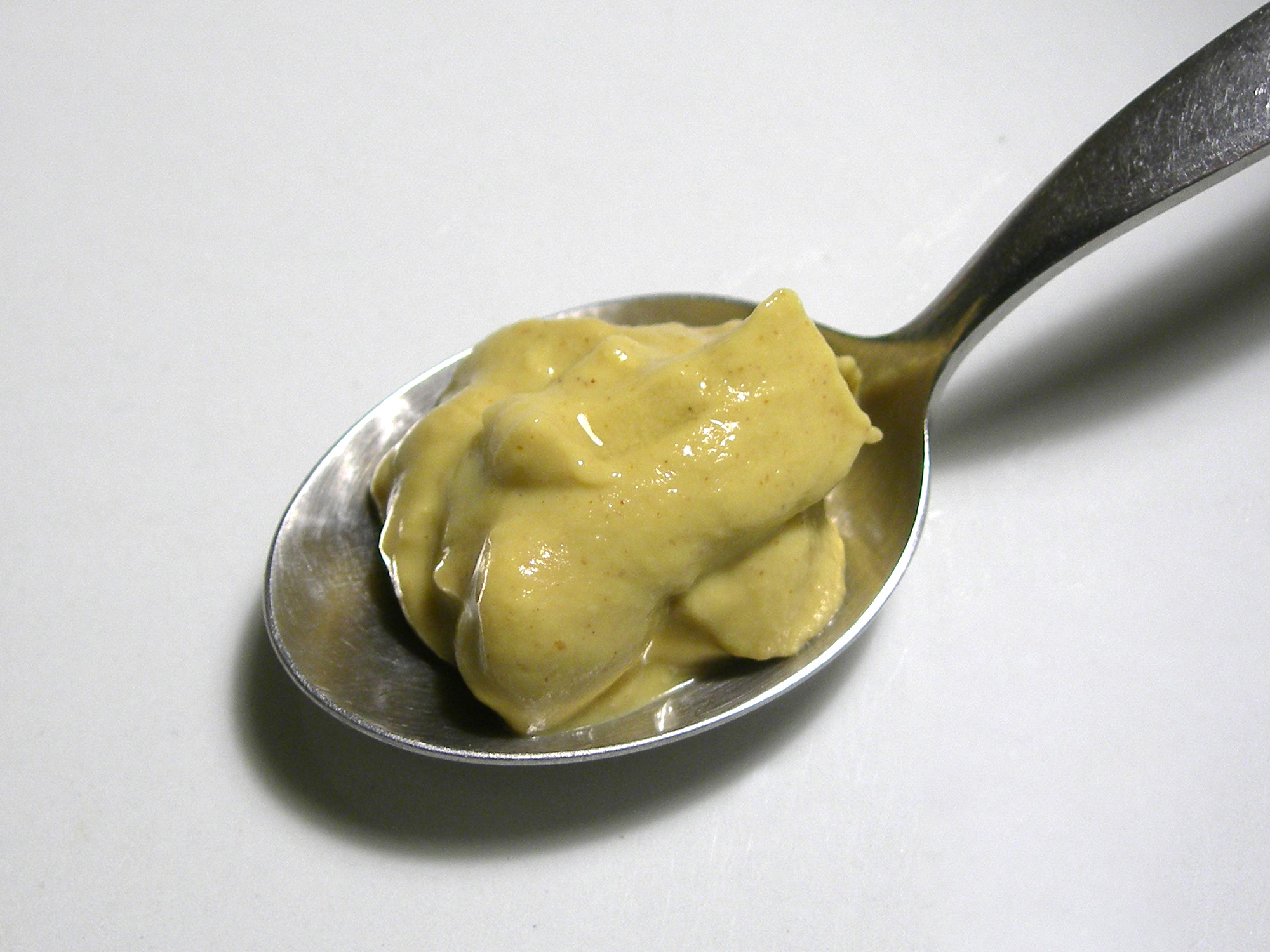
Mostassa de Dijon
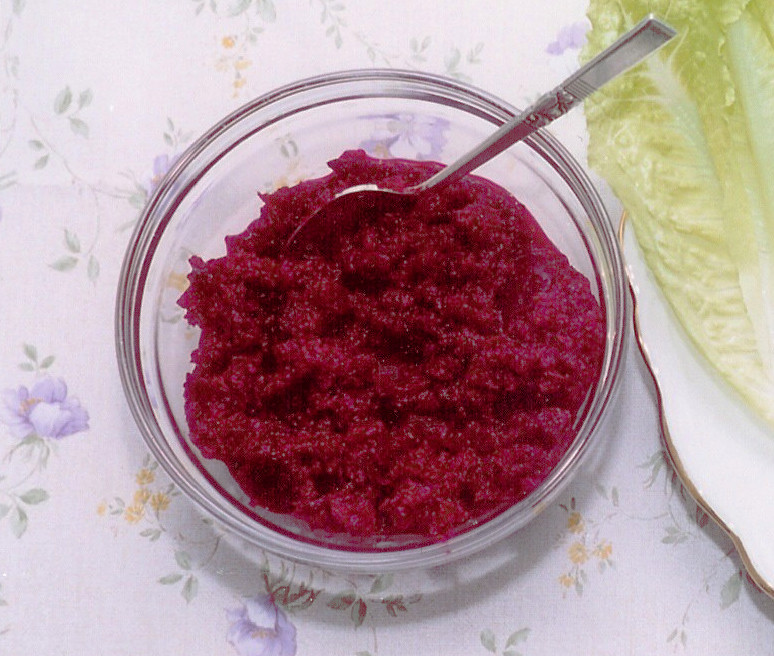
Chain (salsa de rave picant)
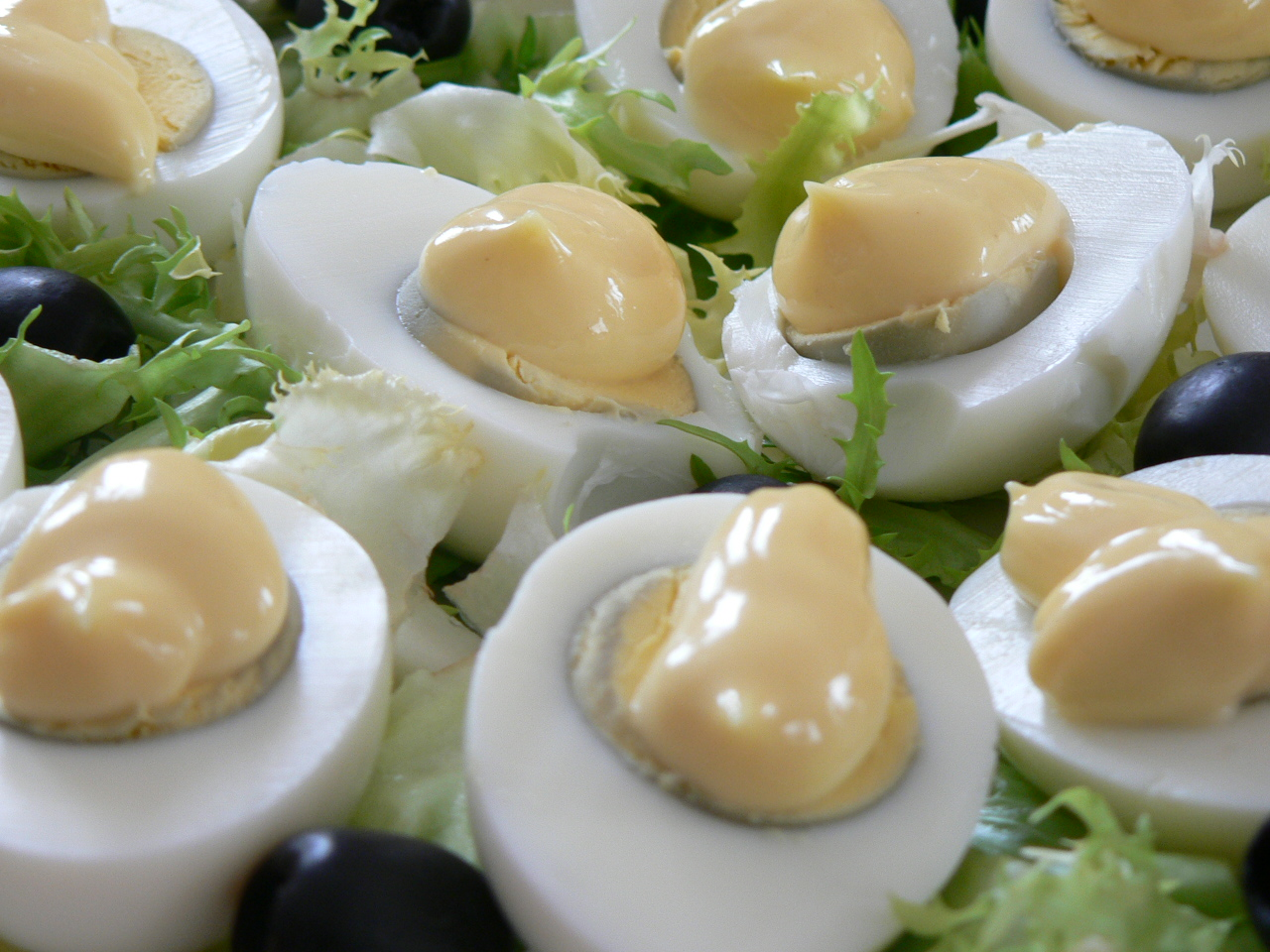
maionesa
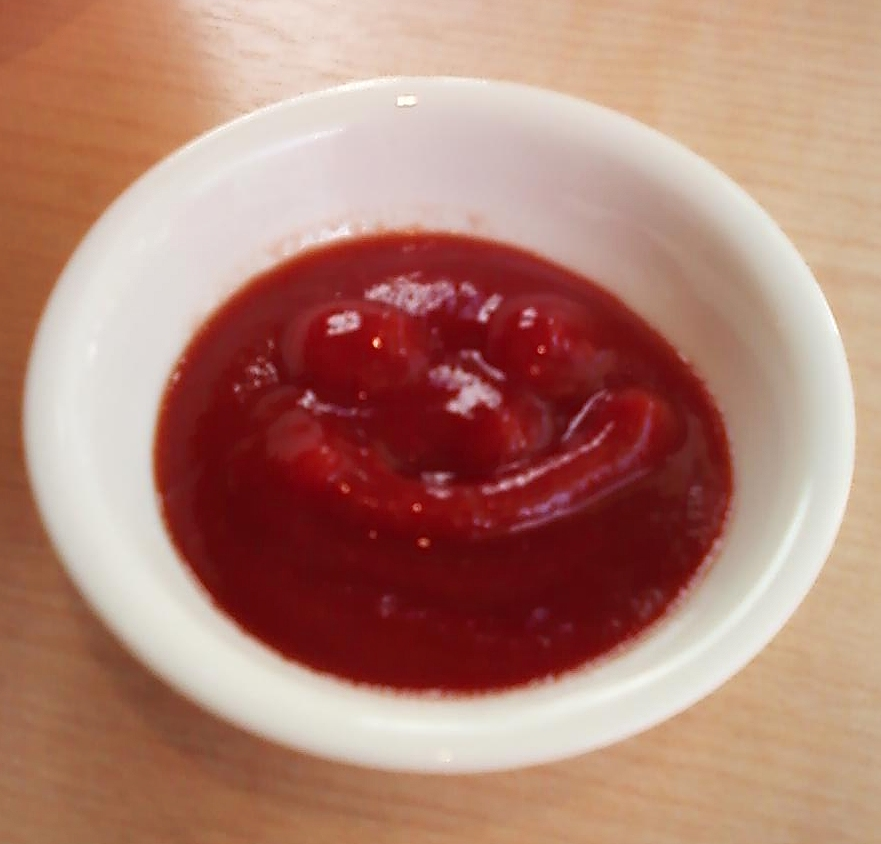
Tomàquet (quètxup)
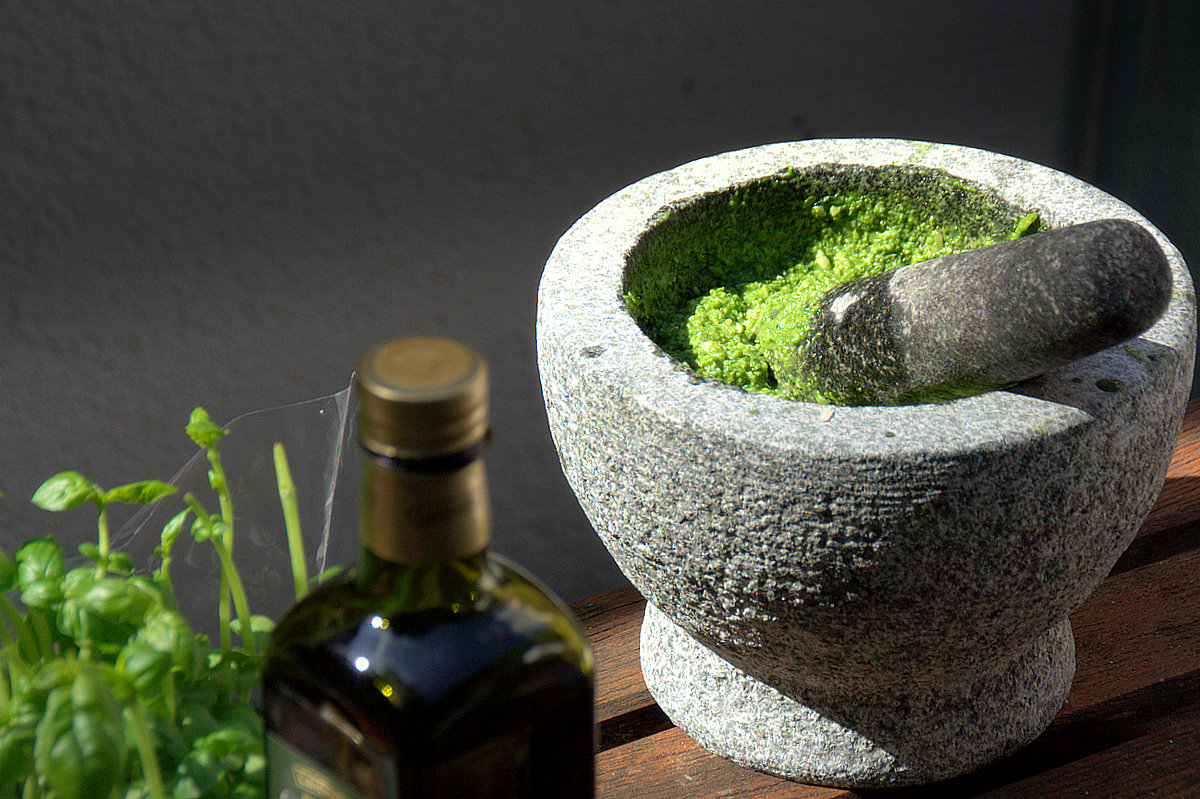
Pesto genovès
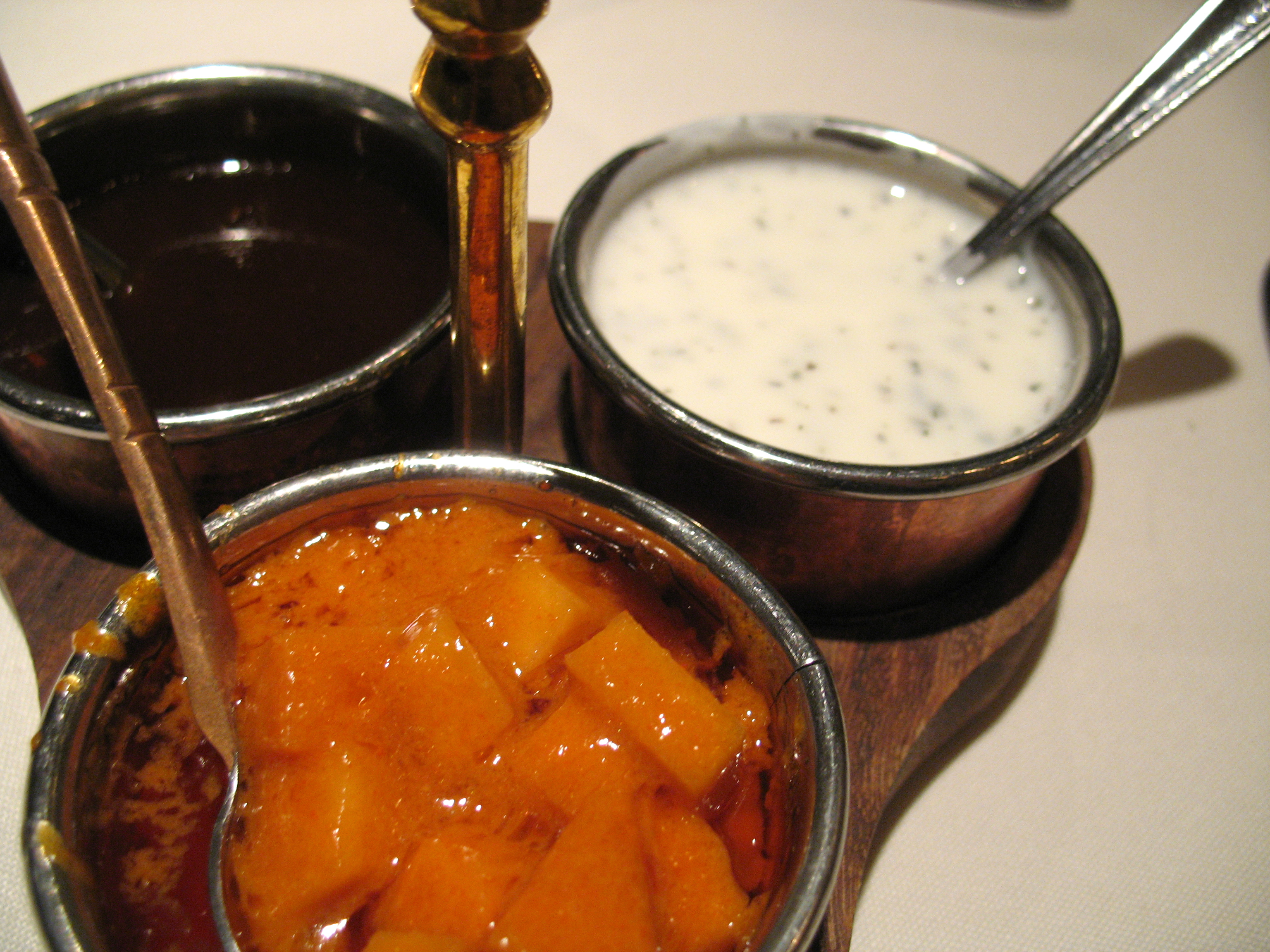
Chutneys
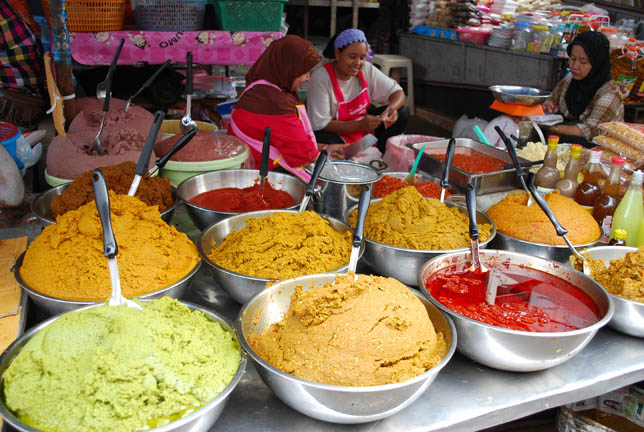
Curri en pols o indi
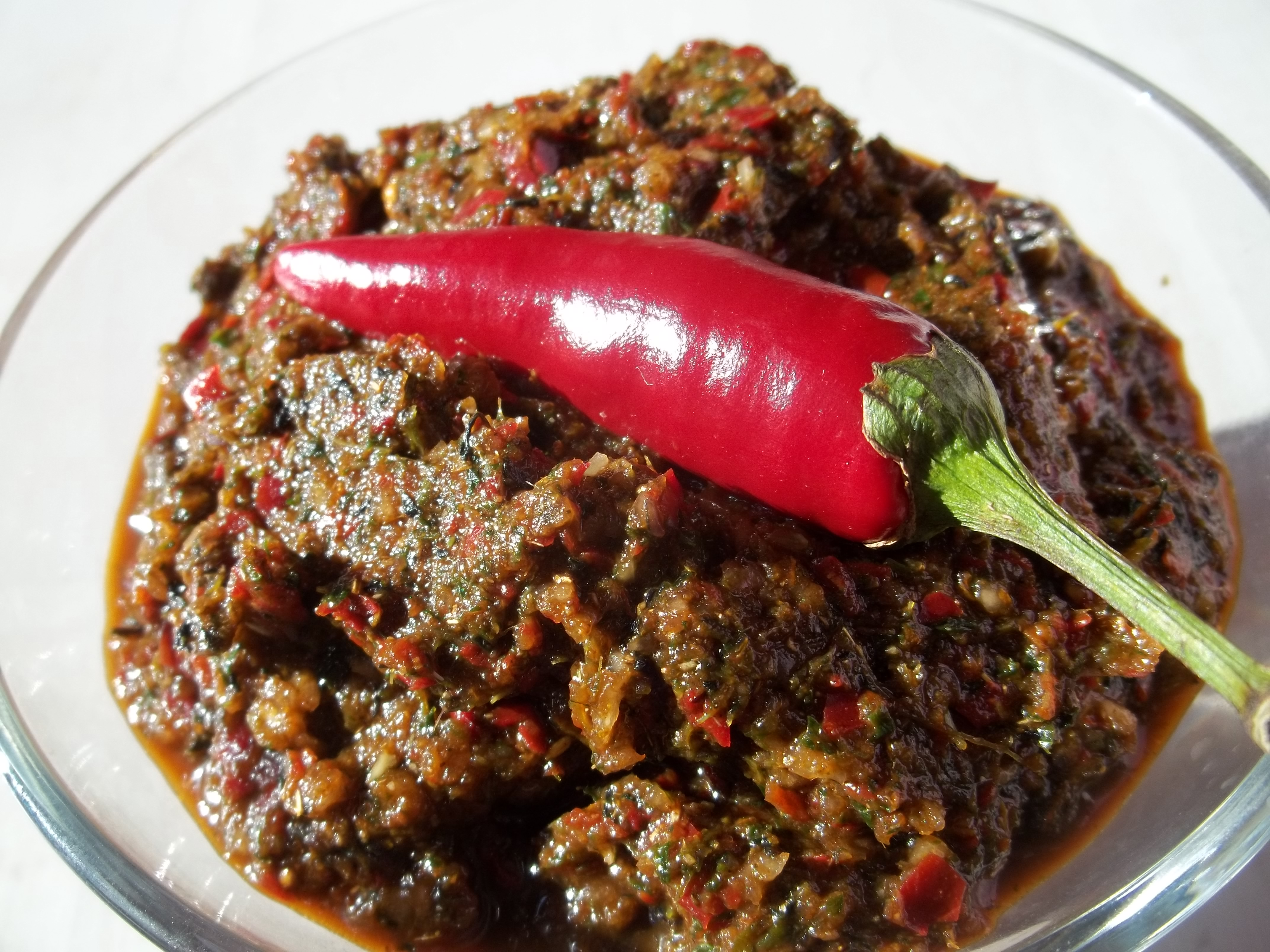
Ajika, salsa picant a la cuina caucàsica
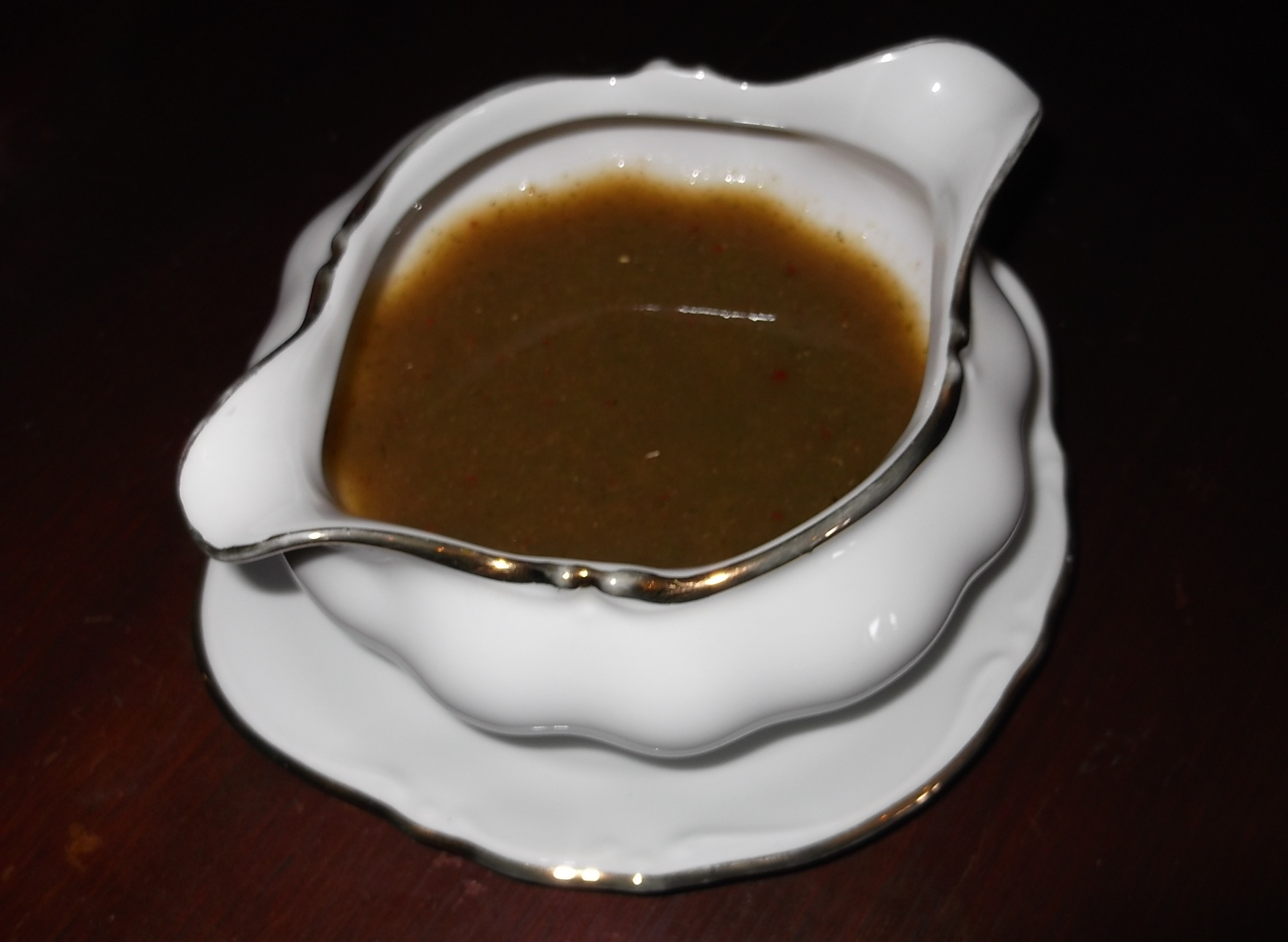
Tkemali (salsa georgiana feta de prunes de cirera)
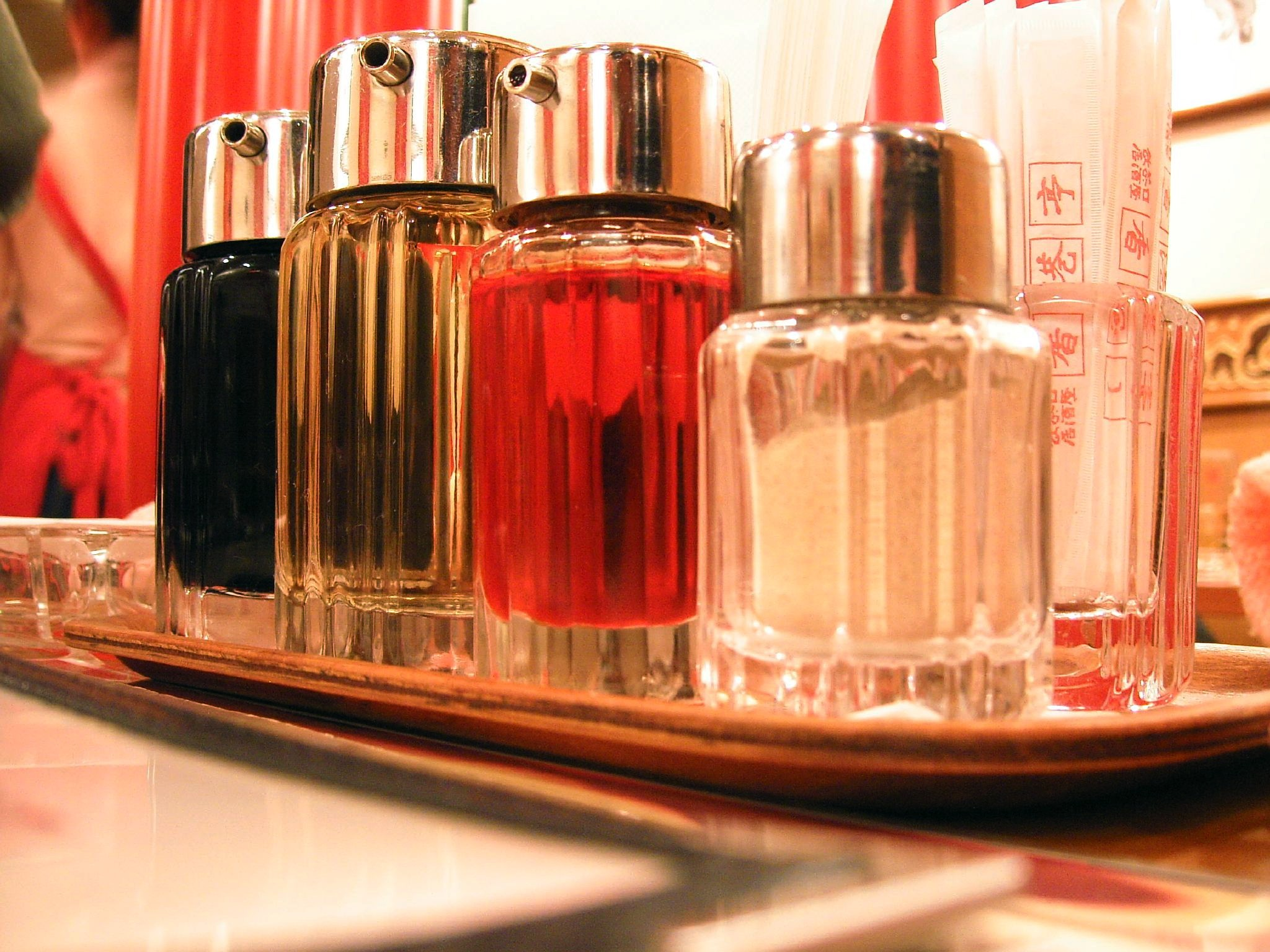
Condiments xinesos comuns: salsa de soja, vinagre, oli de xili, pebre blanc pebre blanc
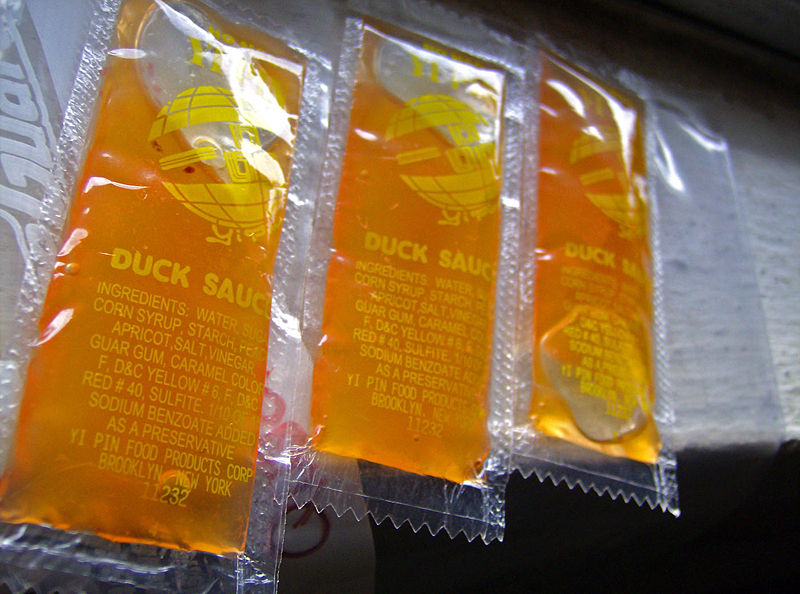
Paquets de salsa d'ànec
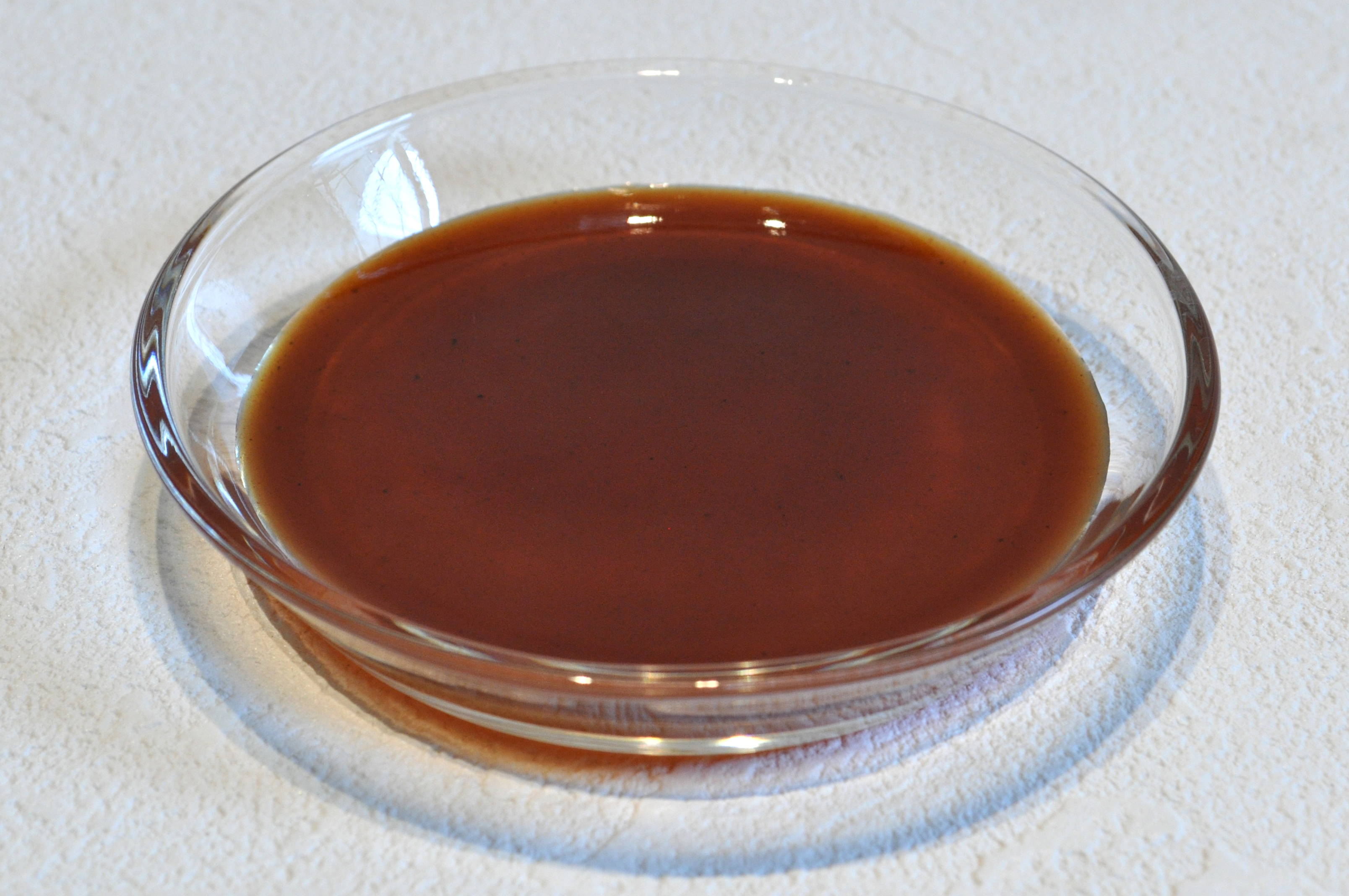
Salsa Worcestershire
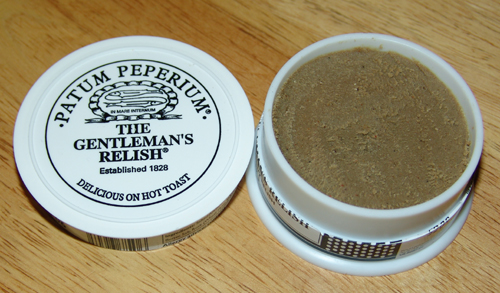
Relish
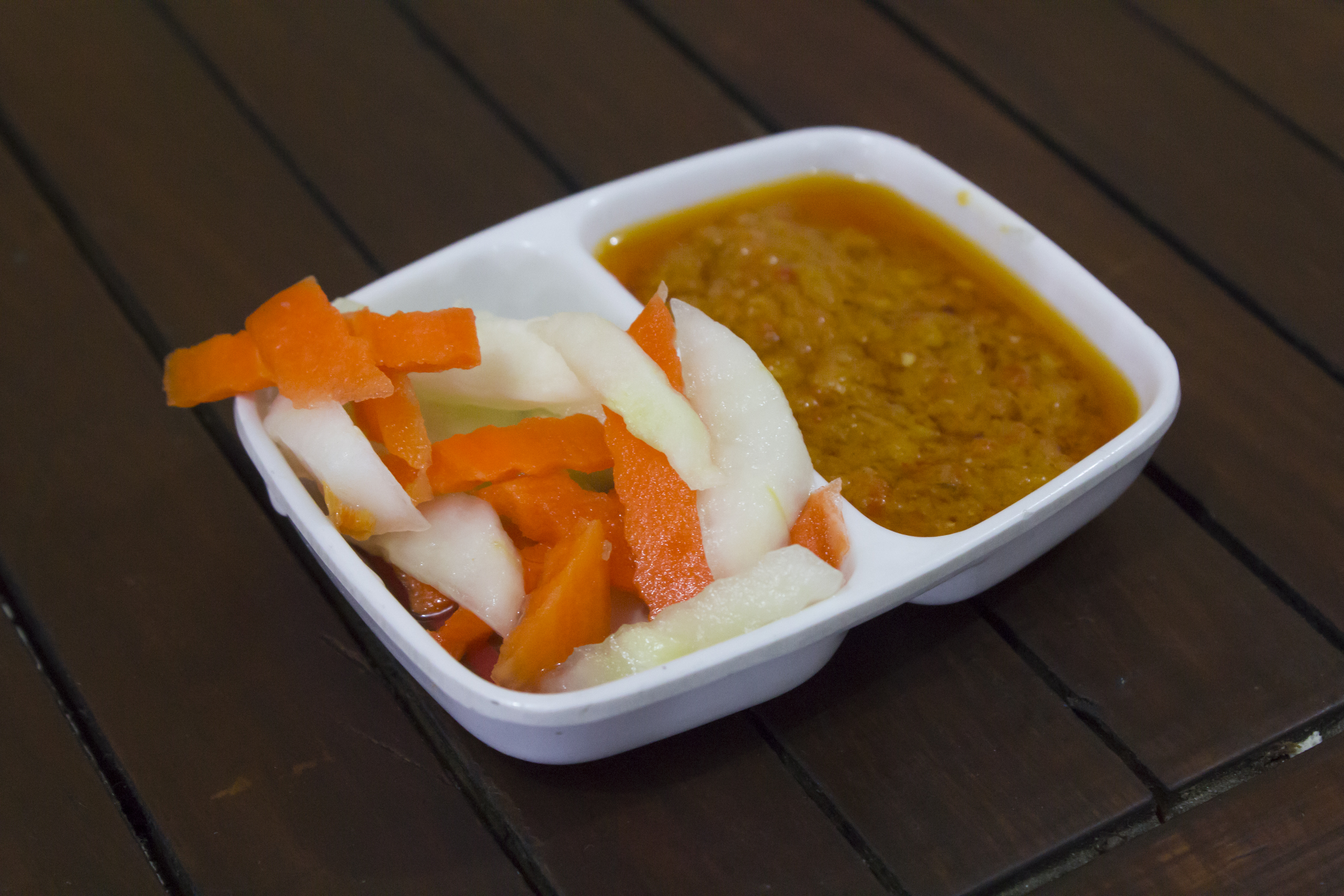
Acar i sambal, els condiments comuns a Indonèsia
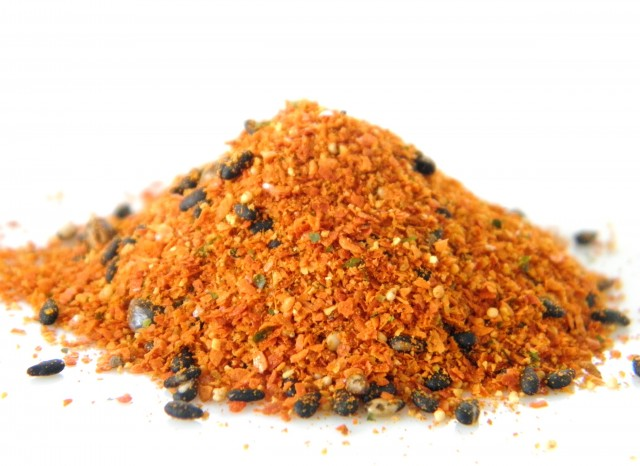
Shichimi
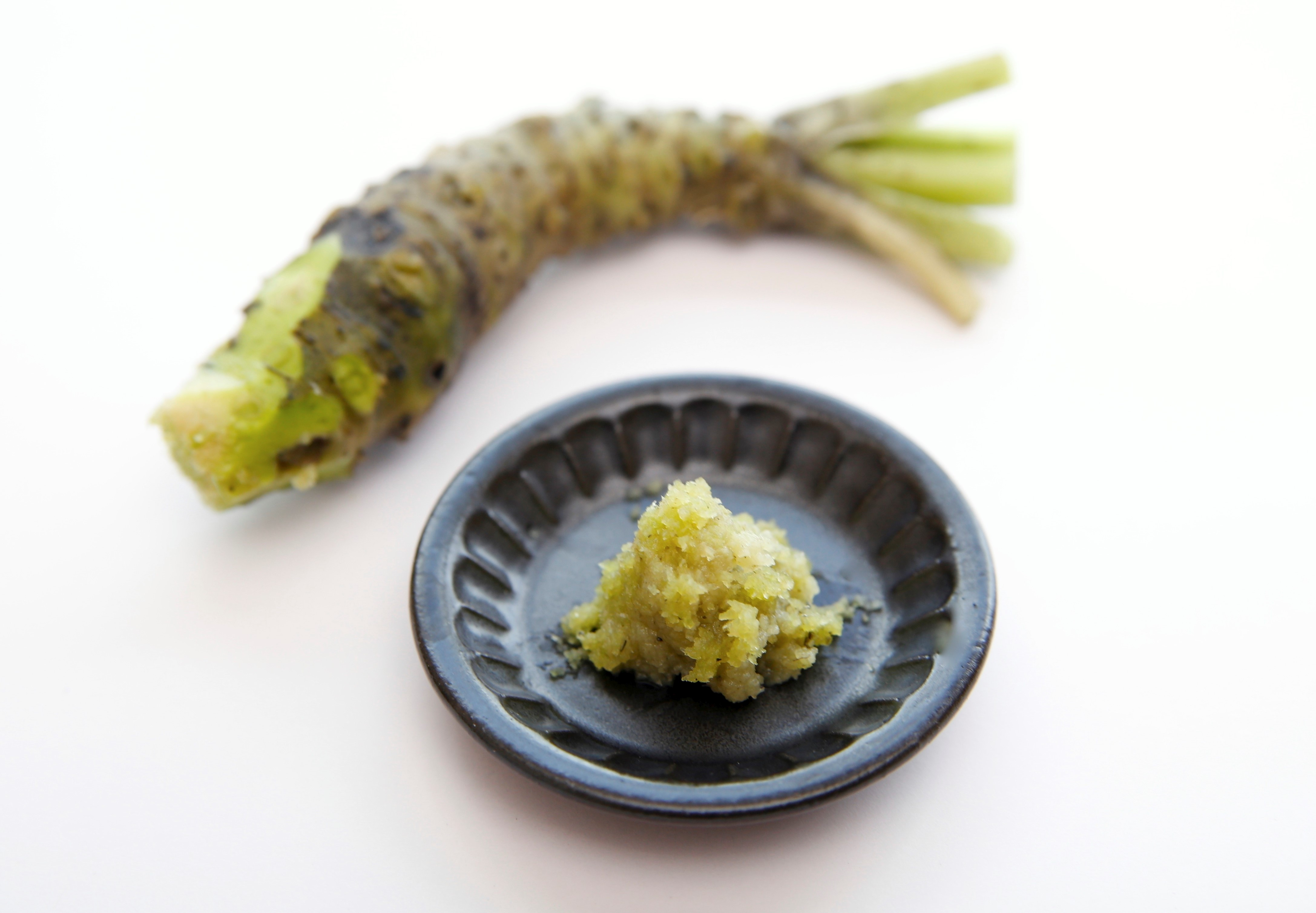
Wasabi
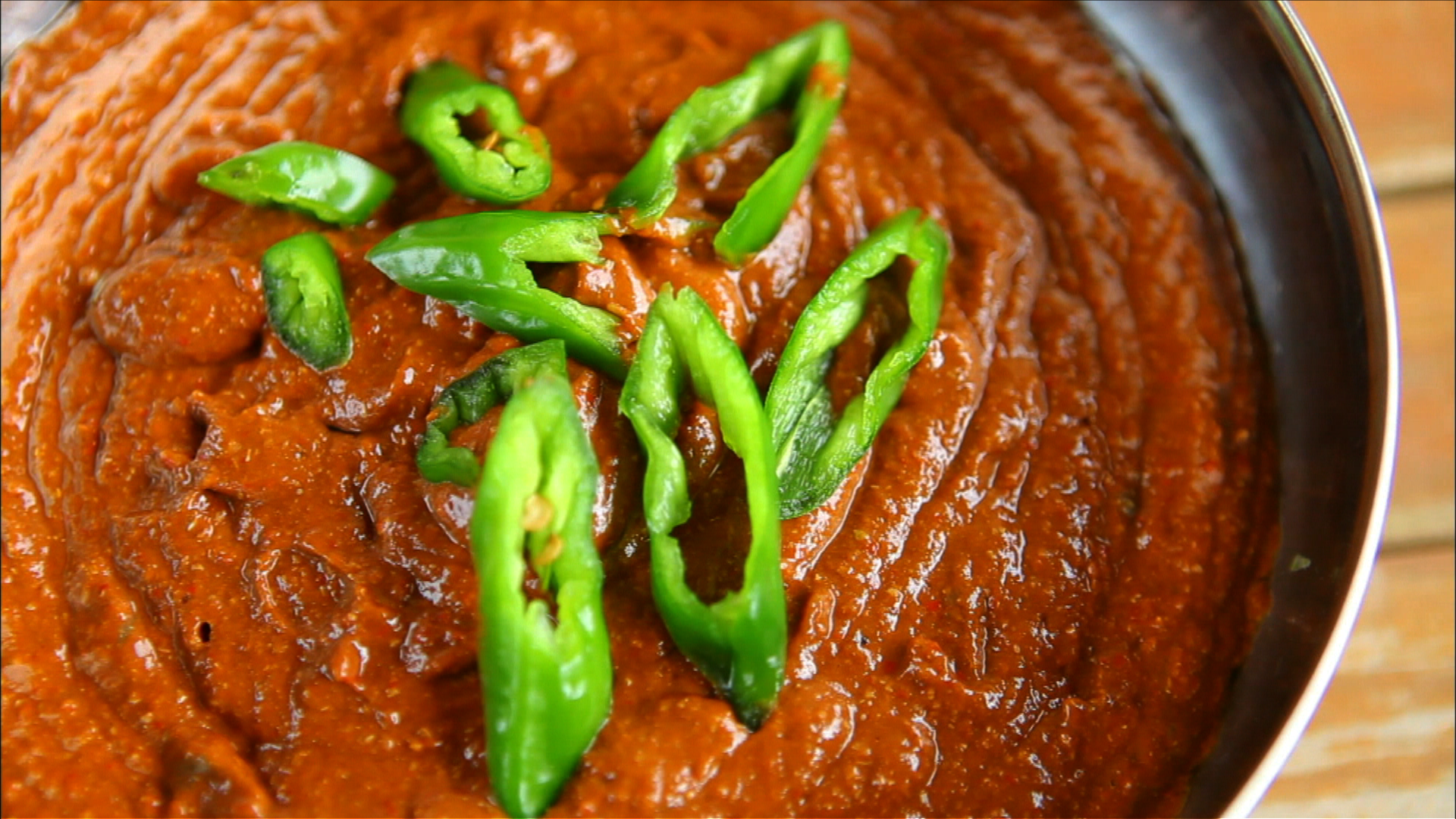
Ssamjang